# 大四站镇
大四站镇，是中华人民共和国黑龙江省七台河市勃利县下辖的一个乡镇级行政单位。

## 行政区划
大四站镇下辖以下地区：
东风村、玄羊河村、大连珠河村、小连珠河村、古城村、联合村、天巨村、地河子村、常山村、仁兴村、发展村、开发村、大祥村、双兴村、吉兴河村、立新村、福兴村、养殖场生活区、种牛场生活区、吉兴河水库生活区、福兴林场生活区、红旗林场生活区、红星林场生活区和吉兴河林场生活区。